# Tartaranhão-pálido

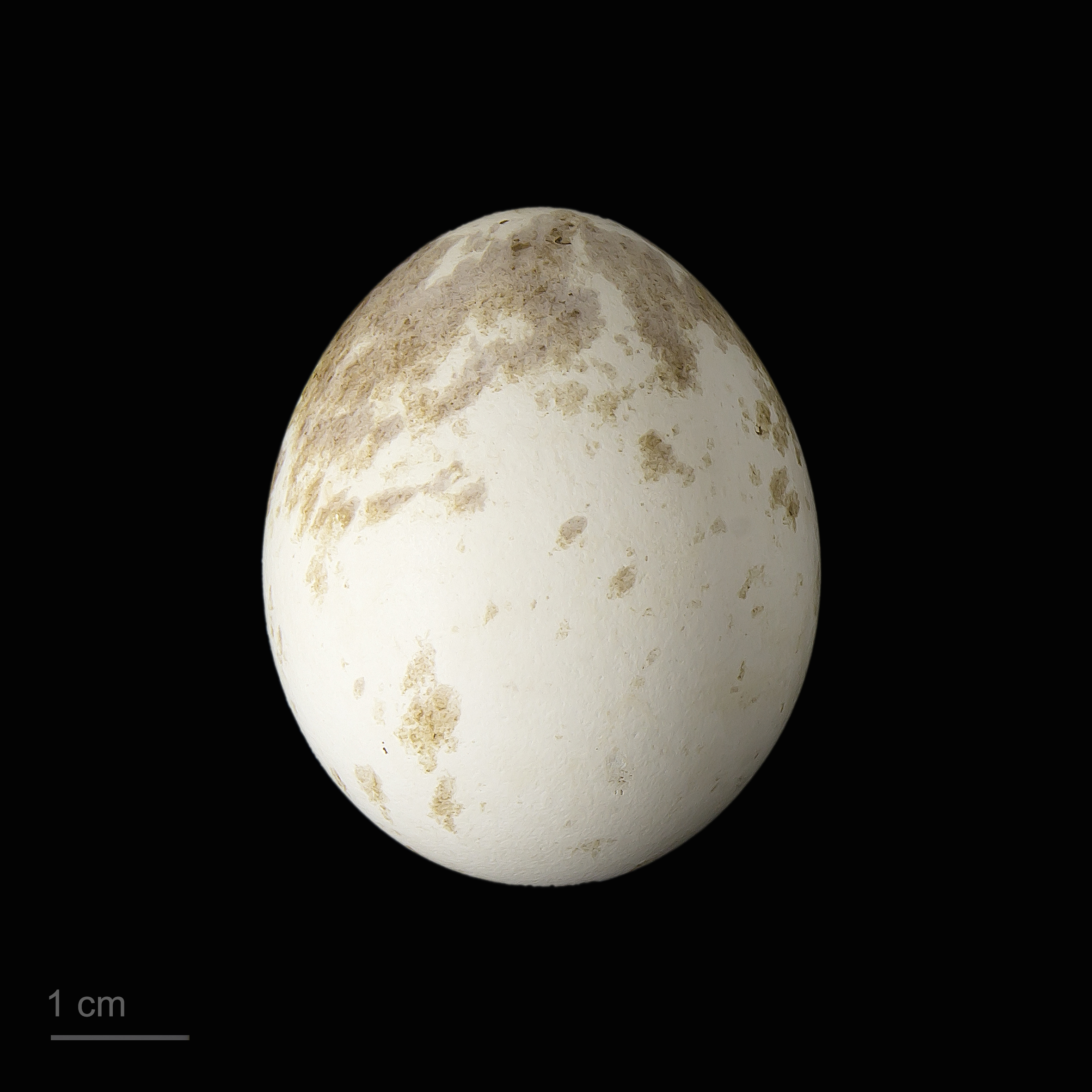
Circus macrourus - MHNT

Tartaranhão-pálido, tartaranhão-de-peito-branco ou tartaranhão-rabilongo  (Circus macrourus) é uma ave pertencente à família Accipitridae.